# Himalayas (phim)
Himalayas (tiếng Hàn: 히말라야; Romaja: Himallaya) là drama Hàn Quốc 2015 của đạo diễn Lee Seok-hoon. Phim được công chiếu vào ngày 16 tháng 12 năm 2015.

## Phân vai
- Hwang Jung-min vai Um Hong-gil
- Jung Woo vai Park Moo-taek
- Jo Sung-ha vai Lee Dong-gyoo
- Kim In-kwon vai Park Jeong-bok
- Ra Mi-ran vai Jo Myeong-ae
- Kim Won-hae vai Kim Moo-yeong
- Lee Hae-yeong vai Jang Cheol-goo
- Jeon Bae-soo vai Jeon Bae-soo